# Концерт для фортепіано з оркестром № 7 (Моцарт)
Концерт для фортепіано з оркестром № 7 (KV 242) Вольфганга Амадея Моцарта, написаний 1776 року у Відні. Первісно твір було написано для трьох фортепіано з оркестром, однак 1780 року Моцарта переаранжував його для двох фортепіано з оркестром.
Складається з трьох частин:
1. Allegro
2. Adagio
3. Rondo : Tempo di Minuetto